# سی‌سی‌جی‌اس شارک
سی‌سی‌جی‌اس شارک (به انگلیسی: CCGS Shark) یک کشتی است که طول آن ۱۶ متر (۵۲ فوت ۶ اینچ) می‌باشد.